# Tubulipora duplicatocrenata
Tubulipora duplicatocrenata är en mossdjursart som beskrevs av Gontar 2009. Tubulipora duplicatocrenata ingår i släktet Tubulipora och familjen Tubuliporidae. Inga underarter finns listade i Catalogue of Life.